# Dicranota (Rhaphidolabis) indra
Dicranota (Rhaphidolabis) indra is een tweevleugelige uit de familie Pediciidae. De soort komt voor in het Oriëntaals gebied.